# Cornelius Gurlitt (konstsamlare)
Rolf Nikolaus Cornelius Gurlitt, född 28 december 1932 i Hamburg, död 6 maj 2014 i München, var en tysk konstsamlare. 

## Levnad
Cornelius Gurlitt var son till konsthandlaren Hildebrand Gurlitt och dansaren Helene Hanke (1895–1967) samt sonson till konsthistorikern Cornelius Gurlitt. Han växte upp i stadsdelen Dammtor i Hamburg  och under andra världskriget i Dresden. Han studerade konsthistoria vid Universität zu Köln.
År 1956 ärvde han efter sin far Hildebrand Gurlitt en konstsamling på över 1 500 verk. Mot slutet av år 2013 beslöt en domstol i München att på hälsomässiga grunder tillsätta en förmyndare för Cornelius Gurlitt.

## Gurlitts konstsamling
Huvudartikel: Konstbeslaget i München 2012
År 2012 fann de tyska myndigheterna i en våning tillhörande Cornelius Gurlitt omkring 1 500 konstverk, vars värde bedömdes till några miljarder kronor. Ett stort antal av dessa bedömdes komma från nazisternas plundringar under andra världskriget eller orättfärdigt åtkomna av judiska ägare. Dessutom hittades konstverk i ett hus i Salzburg i Österrike. 
Åklagarmyndigheten i Augsburg beslöt 28 februari – 2 mars 2012 att samtliga då kända ärvda 1 280 konstverk, som Corneilus Gurlitt hade lagrat i München, skulle beslagtas. Fyndet blev känt av allmänheten genom ett reportage i tidskriften Focus den 3 november 2013.
Cornelius Gurlitt uppgav i november 2013 att han ansåg att han fått konstverken i rättmätigt arv från sin far och var inte beredd att frivilligt lämna tillbaka dem.
I februari 2014 lät Cornelius Gurlitts förmyndare flytta över 60 konstverk från Gurlitts hus i Salzburg till en säkrare förvaring, bland andra verk av Claude Monet, Pierre-Auguste Renoir och Pablo Picasso. I slutet av mars 2014 meddelades av talespersoner för Gurlitt att denna del av samlingen var flera gånger så stor som tidigare antagits och att den omfattade 238 konstverk, varav 39 oljemålningar. Därmed skulle hela samlingen uppgå till 1 500 verk.
I och med Cornelius Gurlitts död i maj 2014 upphörde utredningarna om möjliga brott.
Den 7 maj blev det känt att Cornelius Gurlitt hade angivit Stiftung Kunstmuseum Bern som arvtagare i sitt testamente. I ett pressmeddelande från konstmuseet uttryckte ledningen att den var "tacksam och positivt överraskad", men underströk också att den därmed också fått att behandla en "fråga av högsta svårighetsgrad... av särskilt rättsligt och etiskt slag". Berns konstmuseum meddelade den 24 november 2014 att museet accepterade att ta emot konstsamlingen.